# Sienieżyce
Sienieżyce (biał. Сяне́жыцы, ros. Сенежицы) – wieś na Białorusi, w rejonie nowogródzkim obwodu grodzieńskiego, około 10 km na południowy wschód od Nowogródka.

## Historia
W 1570 roku Sienieżyce należały Mikołaja, Albrychta, Jerzego i Stanisława Radziwiłłów herbu Trąby. W wyniku działów rodzinnych  otrzymał je Mikołaj Krzysztof Radziwiłł. Około 1700 roku właścicielem tych dóbr był jego prawnuk Karol Stanisław Radziwiłł. Jego prawnuczka Antonina Ludwika Teofila (1790–1851) wyszła około 1820 roku za Stanisława Kazimierza Jurahę herbu Giedrojć. Możliwe, że w ten sposób Sienieżyce przeszły w ręce Jurahów, w których pozostawały do lat 80. XIX wieku. Krótko później majątek przeszedł na własność Tadeusza Jundziłła (1842–1874) żonatego ze Stefanią Twardowską (?–1901), a po nich dziedziczył ich syn Stanisław (1853–?) żonaty z Jadwigą Jundziłłówną (z innej linii). Ponieważ zarówno oni, jak i brat Stanisława Kazimierz (1858–?) byli prawdopodobnie bezdzietni, majątek przeszedł na własność rodziny Balińskich herbu Jastrzębiec (Ignacy Baliński był bratem ciotecznym braci Jundziłłów). Ostatnim właścicielem Sienieżyc przed 1939 rokiem był Jan Baliński-Jundziłł (1899–1974), majątek liczył wtedy 1700 ha.
Prawdopodobnie jedna z części wsi była również od XVI wieku do co najmniej lat 80. XIX wieku własnością rodziny Wołków.
Po III rozbiorze Polski w 1795 roku Sienieżyce, wcześniej należące do powiatu nowogródzkiego województwa nowogródzkiego Rzeczypospolitej, znalazły się na terenie powiatu nowogródzkiego (ujezdu), wchodzącego w skład kolejno guberni: słonimskiej, litewskiej, grodzieńskiej i mińskiej Imperium Rosyjskiego. Po ustabilizowaniu się granicy polsko-radzieckiej w 1921 roku Sienieżyce wróciły do Polski, weszły w skład gminy Rajce w powiecie nowogródzkim województwa nowogródzkiego. Od 1945 roku – w ZSRR, od 1991 roku – na terenie Republiki Białorusi. Do 2017 roku wieś należała do sielsowietu Wołkowicze, od 22 sierpnia tego roku należy do sielsowietu Brolniki.

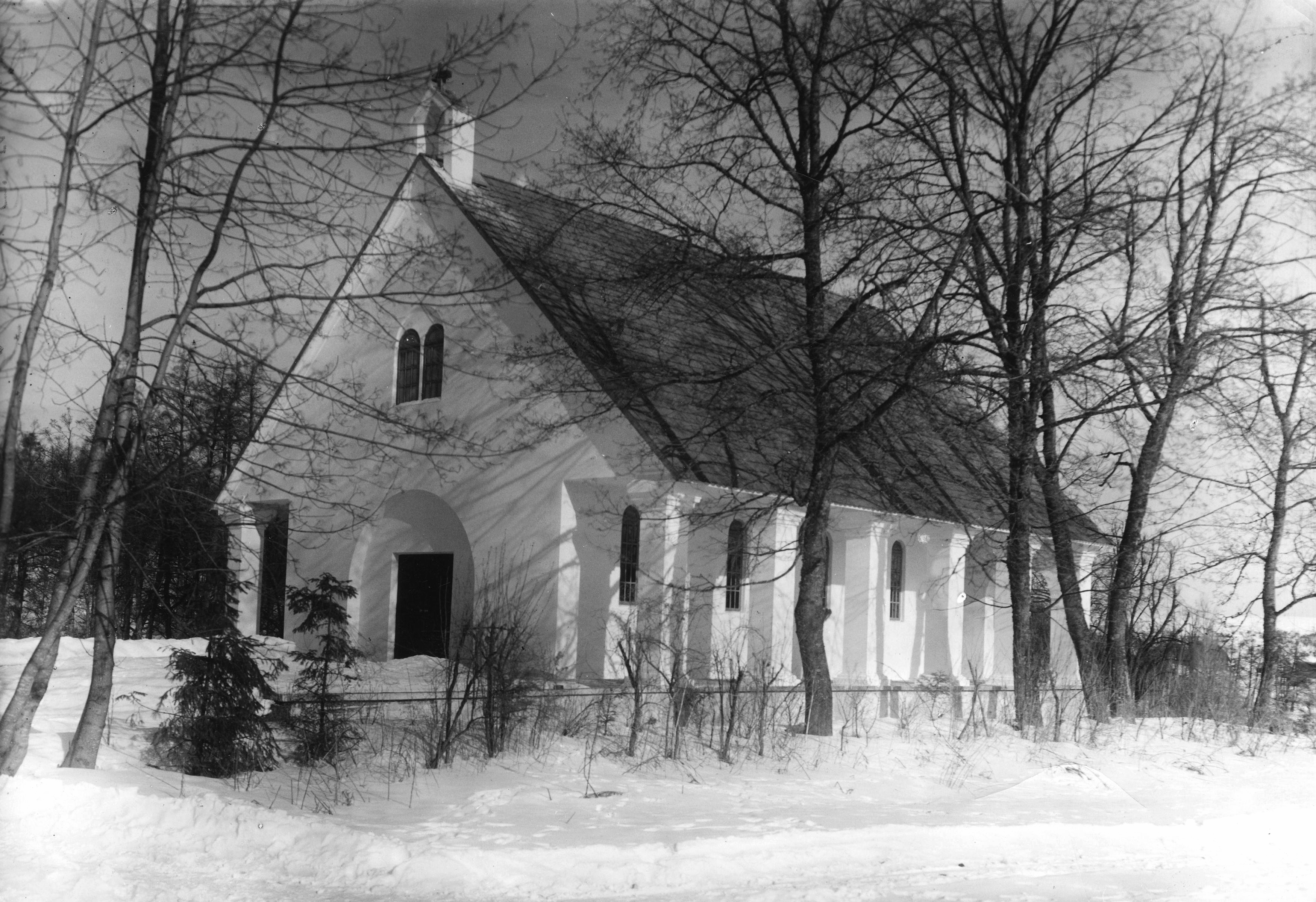
Kościół Chrystusa Króla, między 1918 a 1939

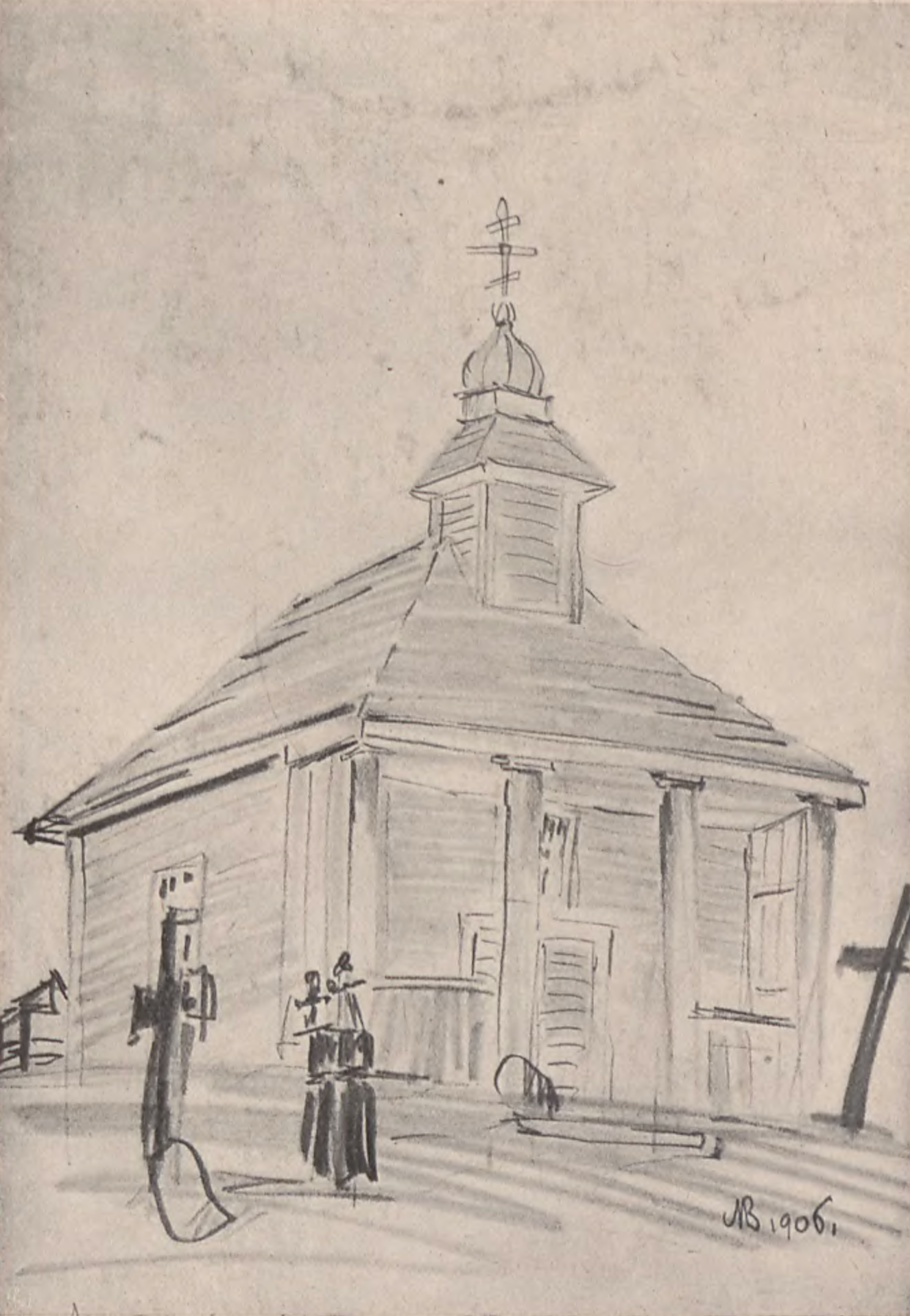
Prawosławna kaplica cmentarna (1916)

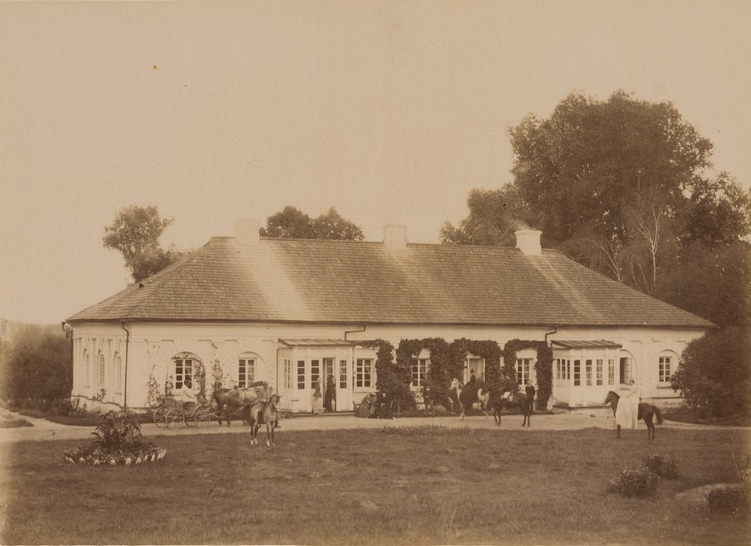
Dwór od frontu, 1894

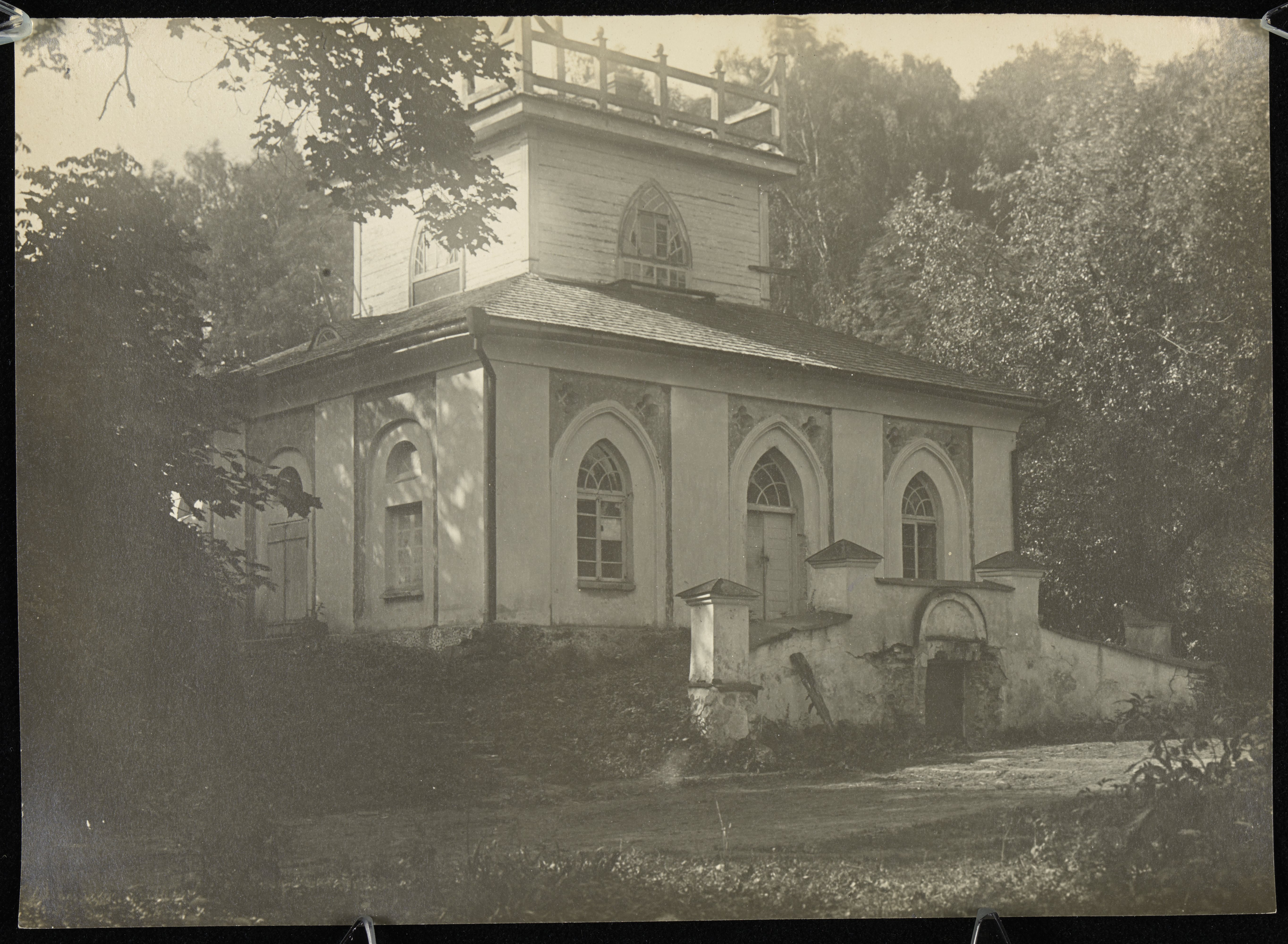
Pawilon, 1923

Według Słownika geograficznego Królestwa Polskiego w latach 80. XIX wieku były tu dwie wsie i folwark nad rzeczką Sinieżycą (od co najmniej 1929 roku rzeczka ta nazywa się Kramówka). W 1921 roku na Sienieżyce składała się wieś i folwark: 
- wieś Sienieżyce liczyła 346 mieszkańców, z czego 1 katolik i 345 prawosławnych; wszyscy podali narodowość białoruską
- folwark Sienieżyce liczył 71 mieszkańców, z czego 44 katolików, 18 prawosławnych i 9 żydów, 55 Polaków, 15 Białorusinów i 1 – innej narodowości[10].

W 1999 roku wieś liczyła 145 osób, w 2009 roku – 69 mieszkańców.

## Święty kamień sienieżycki
Na tutejszym cmentarzu leży głaz z różowo-szarego granitu drobnoziarnistego o wymiarach 1,65 x 1,43 x 0,5 m i masie około 1,7 t. Jest pochodzenia lodowcowego sprzed 220–150 tysięcy lat. Od 1997 roku jest uznany za geologiczny pomnik przyrody. Na jego powierzchni odciśnięte są dwa ślady. Według jednej z legend jeden ze śladów to palec Matki Bożej, a drugi ślad – pięty diabła, który ją gonił. Diabeł nie dogonił Madonny, gdyż schroniła się w tutejszym klasztorze. Według innej z legend ślady te zostały pozostawione przez wojska szwedzkie i wskazują kierunek ich przemieszczania się.

## Nieistniejące świątynie
Nie wiadomo, czy istniał, gdzie i jakiego wyznania był wspomniany wyżej klasztor. Od 1885 roku działała tu cerkiewna szkoła prawosławnej parafii nowogródzkiej. W pierwszej połowie XX wieku stał tu kościół pw. Chrystusa Króla. W 1916 roku istniała tu prawosławna kaplica cmentarna. Przed II wojną światową  stała tu również przydrożna kapliczka.

## Nieistniejący dwór
Prawdopodobnie w latach 20. XIX wieku ówczesny dziedzic Sienieżyc zbudował tu dwór według projektu Jana Borettiego. Był to parterowy, na niskiej podmurówce, na planie długiego prostokąta, dziewięcioosiowy dom przykryty wysokim, gładkim, czterospadowym dachem gontowym. Elewacja frontowa i boczna (tylko te są znane z fotografii) urozmaicone były pseudotoskańskimi pilastrami między oknami i na narożnikach. Do domu prowadziły dwa bezkolumnowe, oszklone (w drugiej połowie XIX wieku), symetrycznie usytuowane ganki.
W pobliżu dworu stało kilka ciekawych budynków, wśród nich:
- prawdopodobnie również zaprojektowany przez Borettiego, stojący na skraju parku, nad stawem, dwukondygnacyjny, drewniany świron. Miał kształt wielokąta lub koła, był otoczony wielokolumnową galerią wspierającą wielopołaciowy dach. Jego usytuowanie może świadczyć o tym, że służył jako letnia łazienka kąpielowa
- ośmiokątny kształt miała tynkowana na biało wędzarnia o zwężającej się średnicy do wysokości 5 m i półkolistymi okienkami na każdej ze ścian, a wyżej dach w kształcie stożka z licznymi dymnikami, zwieńczony małą, prawdopodobnie miedzianą, cebulastą kopułką
- również ciekawą, neogotycką architekturę miał prawdopodobnie nieco później zbudowany pawilon zapewne mieszczący pokoje gościnne. Stał na wysokiej, kamiennej podmurówce na planie kwadratu, z identycznymi trzyosiowymi elewacjami. Główne wejście do pawilonu poprzedzał taras, pod którym były lochy. Budynek był przykryty gontowym dachem namiotowym i był zwieńczony drewnianym belwederem, na dachu którego urządzono taras widokowy z balustradką[5].

Zespół dworski był otoczony przez park krajobrazowy z rozległymi, otwartymi gazonami zarówno od strony podjazdu jak i ogrodu.
Po zabudowaniach dworu i folwarku po 1939 roku nie pozostał kamień na kamieniu.
Majątek Sienieżyce jest opisany w 11. tomie Dziejów rezydencji na dawnych kresach Rzeczypospolitej Romana Aftanazego.